# Marie Tumba Nzeza
Marie Tumba Nzeza es una política y diplomática congoleña que se desempeñó como Ministra de Relaciones Exteriores de la República Democrática del Congo entre 2019 y 2021. 
Anteriormente, ella sirvió como subsecretaria general de la Unión para la Democracia y el Progreso Social (UDPS), responsable de asuntos extranjeros. 

## Biografía
Tumba Nzeza estudió en la Universidad Libre de Bruselas, Bélgica, de donde se graduó con una licenciatura en ciencias sociales.
Luego, trabajó en el campo de las relaciones internacionales entre la República Democrática del Congo y Canadá. Durante el período de la Conférence nationale souveraine (CNS) a principios de la década de 1990, estuvo muy involucrada políticamente. Fue activista contra el Movimiento Popular de la Revolución, el partido único durante el régimen de Mobutu Sese Seko, y encabezó la Comisión de Política Exterior del CNS. En 1991, el primer ministro Jean Nguza Karl-I-Bond le ofreció un puesto ministerial en su gobierno, que ella rechazó. Luego se unió a la Unión por la Democracia y el Progreso Social (UDPS), el partido del ex oponente Étienne Tshisekedi, con quien hizo campaña activamente. A pedido de su hijo, Félix Tshisekedi, se convirtió en mayo de 2018 en subsecretaria general del partido, responsable de política exterior.
Tras la elección de Felix Tshisekedi como presidente, fue nombrada Ministra de Relaciones Exteriores en el gobierno de Sylvestre Ilunga el 26 de agosto de 2019, habiendo sido preferida a Aimé Boji, el ex cuñado de Vital Kamerhe (el jefe de gabinete del presidente). Fue la segunda mujer en ocupar este cargo desde Ekila Liyonda (1987) y obtuvo la cartera más importante entre las mujeres nombradas en este gobierno. Ella asumió oficialmente el cargo el 9 de septiembre, sucediendo a Franck Mwe di Malila, quien se desempeñó como ministro interino. Ocupó el cargo hasta abril de 2021.